# Człowiek, który lubił latać
Człowiek, który lubił latać – dramat obyczajowy produkcji amerykańsko-kanadyjskiej z 1996 roku.

## Fabuła
Nick Rawlings (Jack Wagner) prowadzi niezwykłe życie. Zawodowo jest pilotem jednej z linii lotniczych, prywatnie mężem trzech żon, które mieszkają w różnych miastach. W Dallas opiekuje się troskliwie JoBeth (Shelley Hack), z którą ma 14-letniego syna Erica (Kalen Mills). W Chicago jest mężem i partnerem pięknej Alison (Joan Severance), odnoszącej sukcesy kobiety interesu, a na Hawajach łagodnym romantycznym małżonkiem Miriam Wells (Nicole Eggert). Przez wiele lat Nick prowadzi bezproblemowo takie życie, chociaż w ciągłym stresie. Nagle jednak JoBeth staje się podejrzliwa.